# Tokugawa Iemitsu
En aquest nom japonès, el cognom és Tokugawa.
Tokugawa Iemitsu (japonès: 徳川家光)  (castell d'Edo, 12 d'agost de 1604 - castell d'Edo, 8 de juny de 1651) va ser el tercer shōgun del dinastía Tokugawa, i va governar entre el 1623 i el 1651. Va ser el fill gran de Tokugawa Hidetada i net de Tokugawa Ieyasu.

## Biografia
Tokugawa Iemitsu va néixer prematurament el 12 d'agost de 1604. Era el fill gran de Tokugawa Hidetada i nét del darrer gran unificador del Japó, el primer shōgun Tokugawa Tokugawa Ieyasu. Va ser el primer membre de la família Tokugawa nascut després que Tokugawa Ieyasu es convertís en shōgun.
Des de ben petit, Iemitsu va practicar la tradició shūdō. Tanmateix, el 1620, va tenir una baralla amb el seu amant homosexual, Sakabe Gozaemon, un amic de la infància i membre del seu servei, de vint-i-un anys, i el va assassinar mentre compartien una banyera.
Va ser investit shōgun el 1617 i va assumir el shogunat a tot Japó el 1623 quan Iemitsu tenia dinou anys, Hidetada, el seu pare, va abdicar del càrrec de shōgun en favor seu. Hidetada va continuar governant com a Ōgosho ( shōgun retirat), però Iemitsu va assumir, tanmateix, el paper de cap formal de la burocràcia bakufu. Va declarar davant dels diversos daimyo: "A diferència del meu avi i del meu pare, es va decidir des del naixement que jo em convertiria en shogun ". Es diu que això es basa en el consell de Date Masamune.
Va ser conegut per emetre un edicte el 1633 que prohibia el cristianisme al Japó i va obligar a tota la població a registrar-se als temples. Donada aquestes persecucions, el 1637 es va produir la Rebel·lió de Shimabara, organitzada per japonesos convertits al cristianisme. Molts va fer assassinats i executats posteriorment. El 1639, va ordenar l'aïllament del Japó de la resta del món.
Va ser el primer shōgun Tokugawa que va morir durant el seu mandat i no després d'abdicar.